# 蒼色寶麗魚
蒼色寶麗魚，為輻鰭魚綱鱸形目隆頭魚亞目慈鯛科的其中一種，分布於南美洲內格羅河流域，體長可達14.3公分，棲息在中底層水域，可做為觀賞魚。